# 金建秀
金 建秀（キム・ゴンス、朝: 김 건수、英: Kim Geon-Su、1965年9月13日 - ）は韓国出身の柔道選手。階級は95kg超級。

## 人物
1986年の世界学生95kg超級で3位になると、無差別でも小川直也を合技で破り3位になった。1988年には正力国際無差別やドイツ国際で2位になるも、国内のこの階級には趙容徹がいたためにソウルオリンピックには出場できなかった。1989年の世界選手権無差別では準決勝で小川に内股で敗れたものの3位となった。1990年のアジア大会では95kg超級で3位になると、無差別では決勝で関根英之に後袈裟固で敗れた。1991年の世界選手権では3回戦で小川に小外刈で敗れるも、前回に続いて3位になった。しかし、1992年のバルセロナオリンピックでは2回戦でスペインのエルネスト・ペレスに技ありで敗れた。

## 主な戦績
(階級表記のない大会は全て95kg超級での成績)
- 1985年 - 環太平洋柔道選手権大会　95kg超級　2位　無差別　3位
- 1986年 - 世界学生　95kg超級　3位　無差別　3位
- 1987年 - ドイツ国際　3位
- 1987年 - 韓国国際　3位
- 1988年 - 正力国際　無差別　2位
- 1988年 - ドイツ国際　2位
- 1988年 - 世界学生　無差別　2位
- 1989年 - 世界選手権　無差別　3位
- 1989年 - 韓国国際　優勝
- 1990年 - アジア大会　95kg超級　3位　無差別　2位
- 1990年 - 嘉納杯　3位
- 1990年 - 世界学生　95kg超級　3位　無差別　3位
- 1991年 - フランス国際　5位
- 1991年 - ブルガリア国際　3位
- 1991年 - ドイツ国際　2位
- 1991年 - 世界選手権　3位
- 1993年 - 東アジア大会　優勝
- 1993年 - 世界選手権　7位
- 1993年 - 韓国国際　優勝